# Fero
Fero (Fe2+) u hemiji označava dvovalentno jedinjenje gvožđa (+2 oksidaciono stanje), dok naziv feri označava trivalentno jedinjenje gvožđa (+3 oksidaciono stanje). Ovaj oblik imenovanja jedinjenja je sve manje zastupljen, pošto imena po IUPAC nomenklaturi sadrže oksidaciono stanje napisano rimskim ciframa unutar zagrada, na primer gvožđe(II) oksid za fero oksid (FeO). 
Izvan hemije, fero je pridev koji se koristi za indiciranje prisustva gvožđa. Reč je izvedena iz latinske reči ferrum (gvožđe). Fero metali obuhvataju čelik i sirovo gvožđe (sa sadržajem ugljenika od nekoliko procenata) i legure gvožđa sa drugim metalima (kao što je nerđajući čelik).